# 급진당 (프랑스)
급진당(Parti radical)은 프랑스의 정당으로, 1901년 창당되어 2017년 활동을 중단했다. 공식명은 공화주의자, 급진주의자 및 급진-사회주의자 당(Parti républicain, radical et radical-socialiste)으로, 1972년 분당 이후 발루아 급진당(Parti radical valoisien)으로 불리기도 하며, 축약해서 RAD, PRV로, 대중적으로는 rad-soc로 불린다. 초기 정치 성향은 극좌로 분류되었던 급진당은 점차 중도 좌파로 노선을 옮기다가, 1972년 좌파와의 결별 이후 중도 우파 경향을 띠게 되었다.
"급진" 공화주의자들(7월왕정기 극좌파)과 급진주의에서 기원한 급진당은 제3공화국 시기에 큰 영향력을 지녔다. 사유재산과 세속주의, 자유무역 관세제도를 주창하던 급진당은 상황에 따라 사회주의자들과 또는 보수주의자들과 연정할 수 있는 좌우파 사이의 중도 정당이 되었다.
사회주의자들이 대두하자 (1905), 급진당은 정치 성향면에서 더 중도적이고 주된 위치에 자리잡았다. 1902년 총선 때 좌파 연정의 중심을 맡던 급진당은 에밀 콩브 정부에 참여하였으며, 특히 콩브 실각 이후 정교분리를 이뤄냈다.
제5공화국 시기 프랑스 정치권의 양극화는 급진당의 소외를 불러일으켜, 결국 1972년 분당되게 된다. 이 시기를 기점으로 "발루아"로 알려지게 된 급진당은 우파 및 중도 정당과 연정하였는데, 그 와중 좌파쪽으로 향한 일부 당원들은 프랑스 공산당, 사회당과 공동 정치 강령에 서명한다.
급진당은 제휴정당으로서 1979년부터 2002년까지 프랑스 공화국을 위한 단결(UDF)에 속해있었으며, 이후 2002년부터 2011년까지 대중 운동을 위한 단결(UMP)에 속했다. 그 이후로 독립 정당이 된 급진당은 공화주의자 및 독립주의자 연맹(UDI) 창당에 참여한다.
2017년 12월, 프랑스에서 가장 오래된 정당이던 급진당은 죄파 급진당(PRG)와 합당하여 "급진당 재통일" 회의를 통하여 급진운동(Mouvement radical)으로 거듭난다. 이후 급진당은 활동을 중단했다.